# José Antonio Urtiaga
José Antonio Urtiaga Albizu (Eibar, 1942. október 17. – San Sebastián, 2024. június 25.) spanyol labdarúgó, csatár.

## Pályafutása
1960 és 1962 között illetve 1963–64-ben a Mestalla, 1962–63-ban illetve 1964 és 1966 között a Valencia labdarúgója volt. A Valencia játékosaként tagja volt 1961–62-es és az 1962–63-as idényben VVK-győztes csapatnak. 1966 és 1968 között az Atlético Madrid, 1968 és 1973 között a Real Sociedad játékosa volt.

## Sikerei, díjai
Valencia CF
- Vásárvárosok kupája (VVK)
  - győztes (2): 1961–62, 1962–63
  - döntős: 1963–64